# 永兴河
永兴河，是中国长江流域的一条河流，汇入䲎鱼河，属于金沙江水系。河长45千米，流域面积1080平方千米，年均流量35立方米每秒。自然落差1656米。水能理论蕴藏量20万千瓦。